# 倫納德·蕭克萊
倫納德·梅爾文·蕭克萊（Leonard Melvin Shockley，約1941年—1959年4月10日）是一個美國少年死刑犯，被處決時年僅17歲。倫納德是一個非裔美國人，被控在馬里蘭州多徹斯特郡謀殺一名白人女性，當時倫納德只有16歲。除了倫納德以外，他的哥哥也被判處無期徒刑，入獄時只有17歲。